# Einer Rubio
Einer Rubio, född 22 februari 1998 i Chíquiza, är en colombiansk professionell landsvägscyklist.

## Karriär
Rubio har cyklat professionellt sedan 2020. Bland hans meriter kan en etappseger i Giro d'Italia år 2023 nämnas. Samma år vann han en etapp i UAE Tour.